# Rolf Jaermann
Rolf Järmann, né le 31 janvier 1966 à Arbon, dans le canton de Thurgovie, en Suisse, est un coureur cycliste suisse, professionnel de 1987 à 1999.

## Palmarès
- 1986
  - Classement général du Tour de Suisse Orientale
  - 3e du Gerzensee Rundfahrt

- 1987
  - 2e étape du Tour de Romandie
  - 2e du Gerzensee Rundfahrt
  - 3e du Grand Prix de la Lliberté

- 1988
  -  Champion de Suisse de course aux points
  - Tour du Stausee
  - 4e du Tour de Suisse

- 1989
  - 4e étape du Tour d'Italie
  - 5e du Tour de Suisse

- 1990
  -  Champion de Suisse sur route
  - 1re étape du Tour de Romandie
  - 8e étape du Tour de Suisse
  - 1re étape de la Schwanenbrau Cup (contre-la-montre par équipes)
  - 2e du Tour du Nord-Ouest de la Suisse
  - 2e de Bienne-Macolin
  - 3e de la Schwanenbrau Cup
  - 9e du Tour de Romandie

- 1991
  - 4e étape du Tour du Pays basque

- 1992
  - 3e étape de Paris-Nice (contre-la-montre par équipes)
  - 12e étape du Tour de France

- 1993
  - Grand Prix Pony Malta :
    - Classement général
    - 1re étape

  - Amstel Gold Race
  - 7e étape du Tour de Suisse
  - 2e du championnat de Suisse sur route
  - 2e du Tour de Suisse

- 1994
  - 1rea étape du Tour méditerranéen (contre-la-montre par équipes)
  - 3e étape du Tour de France (contre-la-montre par équipes)
  - 2e du Tour de Cologne
  - 2e du Tour du Wartenberg

- 1995
  - Tour de Luxembourg
    - Classement général
    - 2e étape

  - Grand Prix de Plouay
  - 2e et 3e épreuves du Trittico Premondiale
  - 3e du championnat de Suisse sur route

- 1997
  - Classement général du Tour de Pologne

- 1998
  - Classement général de Tirreno-Adriatico
  - 2e étape de la Semaine catalane
  - Amstel Gold Race

## Résultats sur les grands tours

### Tour de France
7 participations
- 1991 : 83e
- 1992 : 62e, vainqueur de la 12e étape
- 1993 : 54e
- 1994 : 73e
- 1995 : 67e
- 1996 : 90e
- 1997 : abandon (16e étape)

### Tour d'Italie
4 participations
- 1988 : 48e
- 1989 : 38e, vainqueur de la 4e étape
- 1990 : 71e
- 1998 : 85e

#### Tour d'Espagne
1 participation
- 1996 : abandon (17e étape)